# Саблерогие антилопы
Саблерогие антилопы (лат. Hippotraginae) или лошадиные антилопы — подсемейство полорогих парнокопытных. Обитают в Африке и на Аравийском полуострове. По величине напоминают лошадей, из-за чего происходит их второе название. У обоих полов имеются длинные изогнутые назад рога.

## Систематика
- род Лошадиные антилопы (Hippotragus)
  - Лошадиная антилопа (Hippotragus equinus)
  - Чёрная антилопа (Hippotragus niger)
  - Голубая антилопа (Hippotragus leucophaeus) †
- род Ориксы (Oryx)
  - Саблерогая антилопа (Oryx dammah)
  - Белый орикс (Oryx leucoryx)
  - Сернобык (Oryx gazella)
  - бейза (Oryx beisa)
- род Аддаксы (Addax)
  - Аддакс (Addax nasomaculatus)